# 고아라 (농구 선수)
고아라(1988년 9월 23일 ~ )는 대한민국의 농구 선수이다. 한국여자프로농구(WKBL) 아산 우리은행 우리WON 소속으로, 포지션은 스몰 포워드이다.

## 경력
2006년 10월에 열린 2007 WKBL 신입선수 선발회에서 1라운드 전체 4순위로 천안 KB 세이버스에 지명되었고, 입단과 동시에 구리 금호생명 레드윙스로 트레이드 되었다.
2023-24 시즌 종료 후 은퇴 선언했다.

## 수상

### 개인상
- 박신자컵 서머리그 최우수선수: 2019